# Bradysia minitriacantha
Bradysia minitriacantha är en tvåvingeart som beskrevs av Yang, Zhang och Yang 1998. Bradysia minitriacantha ingår i släktet Bradysia och familjen sorgmyggor.
Artens utbredningsområde är Zhejiang (Kina). Inga underarter finns listade i Catalogue of Life.